# Шихтари
Шихтари (укр. Шихтарі) — село в Сокальской городской общине Шептицкого района Львовской области Украины.
Население по переписи 2001 года составляло 25 человек. Занимает площадь 0,183 км². Почтовый индекс — 80010. Телефонный код — 3257.